# Padang Tambak (Karang Tinggi)
Padang Tambak is een bestuurslaag in het regentschap Bengkulu Tengah van de provincie Bengkulu, Indonesië. Padang Tambak telt 623 inwoners (volkstelling 2010).